# 神戸国際展示場

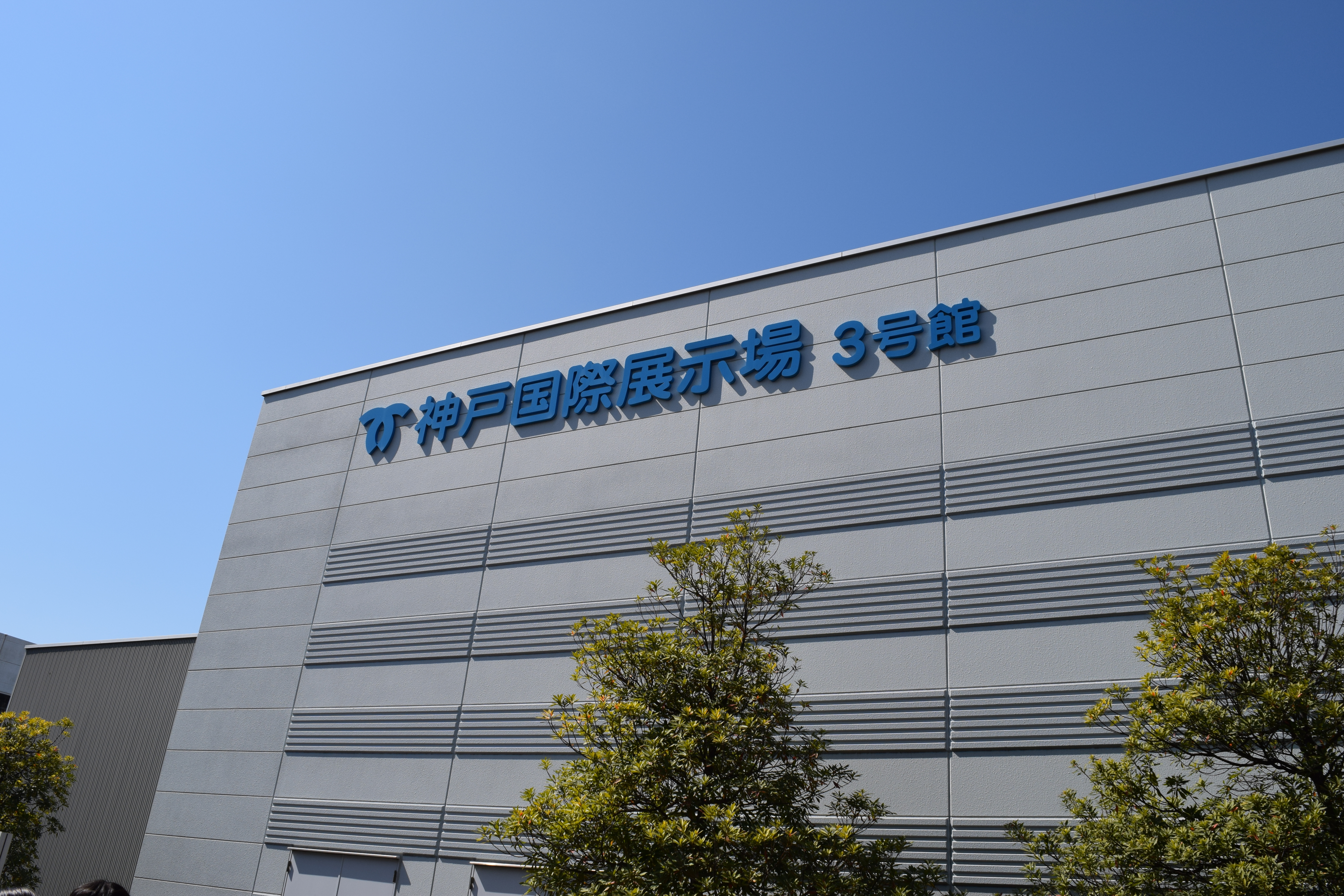
神戸国際展示場3号館。

神戸国際展示場（こうべこくさいてんじじょう、英語: Kobe International Exhibition Hall）は兵庫県神戸市のポートアイランドにある国際展示場。1981年に開館した。神戸コンベンションコンプレックスの一翼を担う。

## 概要
同展示場は神戸国際会議場とともに、一般財団法人神戸観光局が運営されている。

## 施設
- 1号館：1F・2Fに展示室あり。面積は各3000m2。
- 2号館：コンベンションホール 面積3800m2、会議室
- 3号館：同展示場最大の展示室。面積3800m2。

## 交通アクセス
- 神戸新交通ポートアイランド線（ポートライナー） 市民広場駅 直結
三宮駅から約10分、神戸空港駅から約8分

## 周辺情報
- 神戸コンベンションコンプレックス
- ワールド本社
- UCCコーヒー博物館
- 神戸市立青少年科学館
- 神戸ポートターミナル